# Emmanuel Macron
Emmanuel Jean-Michel Frédéric Macron (Amiens, 1977. december 21. –) francia politikus, 2017. május 14-től az ötödik francia köztársaság nyolcadik elnöke és Andorra társhercege.
Amiens-ben született, a Párizs-Nanterre-i Egyetemen filozófiát tanult, később köztudományi diplomát szerzett a Párizsi Politikai Tanulmányok Intézetében, majd 2004-ben szintén diplomát szerzett az École nationale d’administration elitiskolában. Vezető tisztviselőként dolgozott a Pénzügyminisztériumnál, később pedig befektetési bankár lett a Rothschild & Cie Banque nevű pénzintézetnél.
François Hollande 2012. májusi megválasztása után kinevezte Macront főtitkárhelyettesnek, így Macron lett Hollande egyik vezető tanácsadója. Manuel Valls miniszterelnök később, 2014 augusztusában kinevezte gazdasági és ipari miniszterré. Miniszterként számos vállalkozásbarát reformot támogatott. 2016 augusztusában lemondott a miniszterségről, és elindult a 2017-es elnökválasztáson, amit sikeresen megnyert. Macron 2006 és 2009 között a Szocialista Párt tagja volt, minisztersége alatt független volt, majd a választásokon 2016 áprilisában általa alapított centrista politikai mozgalom, az En Marche zászlaja alatt vett részt.
A 2017-es elnökválasztás első fordulójában 24%-ot szerezve végzett az első helyen, majd a második fordulóban a mandátumok 66%-át nyerte el, így Marine Le Pent legyőzve lett francia elnök. 39 évesen ő lett a francia történelem legfiatalabb elnöke. Kinevezte Édouard Philippet miniszterelnöknek, és egy hónappal később a törvényhozási választásokon Macron pártja a „La République En Marche!” kormányzótöbbséget szerzett a Nemzetgyűlésben.
Macront a 2022-es elnökválasztáson második ciklusára is megválasztották, miután ismét legyőzte Marine Le Pent, így  Jacques Chirac után, aki 2002-ben Marine Le Pen édesapját, Jean-Marie Le Pent győzte le ő lett a következő francia elnök, aki újraválasztást nyert. A 2022-es törvényhozási választásokon azonban centrista koalíciója elvesztette abszolút többségét, így az 1993-as Bérégovoy-kormány bukását követően megalakult Franciaország első kisebbségi kormánya.
Mivel Macron harmadszor nem indulhatott az elnöki tisztségért, így koncentráltabban, több konfliktust felvállalva összpontosíthatott Franciaország modernizálására, intézményeinek megreformálására és gazdaságának felgyorsítására, kevésbé kellett a választók napi szintű tiltakozásaira figyelemmel lennie a népszerűtlen intézkedései meghozatalakor. Ugyanakkor hiányzott egy kulcsfontosságú összetevő, amely segíthette volna megvalósítani stratégiai elképzeléseit: az abszolút többség a Nemzetgyűlésben, a francia parlament alsóházában. Ennek eredményeképpen Macron gyakorlatilag rendeletekkel irányítja Franciaországot, és gyakran a Nemzetgyűlés szavazásos jóváhagyása nélkül fogadja el a törvényjavaslatokat. Ez azért veszélyes gyakorlat, mert minden egyes alkalommal kockáztatja, hogy bizalmatlansági indítványt kezdeményezzenek a miniszterelnöke ellen.
Macron Élisabeth Borne-t, a francia történelem Edith Cresson után második női kormányfőjét 2022 májusában nevezett ki Jean Castex helyére, aki később kétszer alakította át kabinetjét: 2022 júliusában, majd 2023 júliusában. 
Macron döntésének megfelelően 2024. január 9-én az addigi legfiatalabb, 34 éves francia miniszterelnök, az első nyíltan meleg kormányfő, Gabriel Attal követte Borne-t a miniszterelnöki székben.
Macron elnöksége alatt számos munkajogi-, adó- és nyugdíjreformot hajtottak végre; folytatta a megújuló energiára való átállást. A politikai ellenfelek által "a gazdagok elnökének" nevezett Macron elnökségének első éveit a belpolitikai reformjai ellen irányuló és a lemondását követelő egyre gyakoribb tiltakozások jellemezték, amelyek 2018-2020-ban a "sárgamellényes tüntetésekben" és a nyugdíjreform elleni sztrájkban csúcsosodtak ki. 2020-tól ő irányította Franciaország Covid19 világjárványra adott válaszlépéseit és a védőoltások bevezetését. 2023-ban miniszterelnöke, Élisabeth Borne kormánya törvényt fogadott el a nyugdíjkorhatár 62-ről 64 évre történő emeléséről; a nyugdíjreform ellentmondásosnak bizonyult, és a közszférában sztrájkokhoz és erőszakos tüntetésekhez vezetett. Külpolitikájában az Európai Unió (EU) reformját szorgalmazta, és kétoldalú szerződéseket írt alá Olaszországgal és Németországgal. Macron a Kína és az Egyesült Államok közötti kereskedelmi háború idején 42 milliárd euró értékű kereskedelmi és üzleti megállapodást kötött Kínával, és részt vett az Ausztráliával és az Egyesült Államokkal kötött AUKUS egyezménnyel kapcsolatos vitában. Folytatta az Opération Chammal hadműveletet az Iszlám Állam elleni háborúban, és csatlakozott az Ukrajna elleni 2022-es orosz invázió nemzetközi elítéléséhez.

## Tanulmányai
Apja, Jean-Michel Macron a Pikárdiai Jules Verne Egyetem neurológia professzora, édesanyja, Françoise Macron-Noguès orvos. Bár a szülei mellett két testvére is az orvosi pályát választotta, őt nem vonzotta az egészségügy, jobban érdekelték a humán tudományok, mint az irodalom vagy a költészet. Ezt a korábban iskolaigazgató nagymamájával való bensőséges viszonyának tudják be, aki a tudást tartotta a legnagyobb erénynek, és ezt plántálta át Macronba is: naponta együtt tanultak, és a rengeteg dicsérettől szárnyakat kapott a fiú, aki tizenévesen már regényeket írt, és sokkal jobban érezte magát a felnőttek között, mint a kortársaival.
Az amiens-i La Providence gimnáziumba járt. Ezt az iskolatípust 15 és 18 éves koruk közt végzik Franciaországban. Itt tanított franciát és latint későbbi felesége, Brigitte Trogneux-Auzière, aki az iskola színjátszó csoportját is vezette. Az asszonyra nagy hatást tett Macron tehetsége az irodalomban, aki már ekkor szerelmet vallott neki, de miután kiderült a kapcsolat, a szülei az utolsó év elvégzésére Párizsba küldték, az elit Lycée Henri-IV-be.
Ezután a Párizs-Nanterre-i Egyetemen tanult filozófiát, és DEA (Diplôme d'Études Approfondies) fokozatot szerzett, majd 2004-ben elvégezte a tekintélyes nemzeti közigazgatási egyetemet (École nationale d'administration).

## Közigazgatás, bank
Ezután az Általános Pénzügyi Felügyelőség (Inspection générale des finances) felügyelője lett, itt 2004 és 2008 között dolgozott. Közben 2007-ben helyettes rapporteur volt a Jacques Attali vezette kétpárti bizottságban, amelyet Nicolas Sarkozy akkori elnök kezdeményezésére állítottak fel, hogy a gazdaság növekedését serkentő reformokat javasoljon. Majd befektetési bankár lett a Rothschild & Cie Banque nevű pénzintézetnél.

## Politikai pályája
Amikor 2012 májusában François Hollande nyerte meg az elnökválasztást, Macron otthagyta a bankot és az új elnök gazdasági és pénzügyi tanácsadója lett. 2014 júniusáig az Élysée-palota főtitkárhelyettesi posztját is betöltötte.

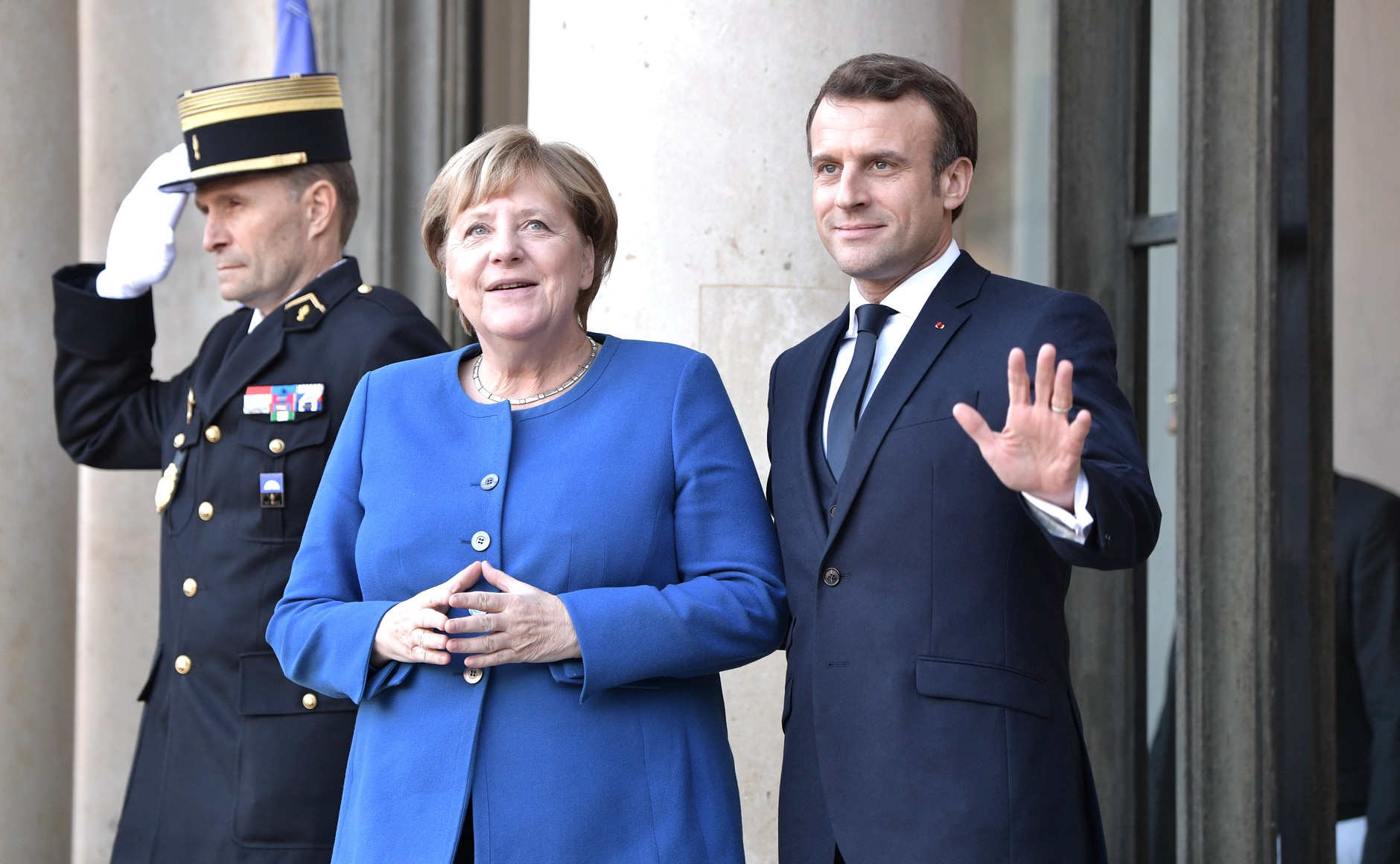
Emmanuel Macron és Angela Merkel

2014. augusztus 26-án Hollande kinevezte Macront gazdasági, ipari és digitálisügyi miniszternek a második Valls-kormányba. Miniszterként üzletbarát reformokat vitt keresztül. 2015-ben egy a BFM TV-nek adott interjúban elmondta, hogy már nem tagja a Szocialista Pártnak.
2016. augusztus 30-án lemondott a miniszterségről, hogy a szociálliberális jelöltté válhasson az elnökválasztáson. 2016 novemberében jelentette be hivatalosan, hogy indul a választáson, az En Marche párt jelöltjeként, amelyet még áprilisban alapított, magára vonva Hollande elnök neheztelését.

### Az elnökválasztás
Indulását az elnökválasztáson hivatalosan 2016 november 16-án jelentette be, miután erről hónapig spekuláltak. Bejelentésében "demokratikus forradalmat" sürgetett és azt ígérte, hogy eltakarítja az akadályokat Franciaország elől.
A választás komoly esélyesévé akkor vált, amikor 2017 januárjában kitört a Penelopegate néven elhíresült botrány. François Fillont, a Republikánus Párt elnökjelöltjét januárban azzal vádolta meg egy újság, hogy a feleségének juttatott közpénzt fiktív munkáért, és márciusban Fillont hivatalosan is megvádolták.
A választás április 23-ai első fordulója előtti közvéleménykutatások Macron győzelmét jósolták, és azt, hogy Marine Le Pennel együtt jutva a második fordulóba köztársasági elnök lesz. A közvéleménykutatásokan első négy helyen álló jelöltek (Marcon, Le Pen, Fillon és a szélsőbaloldali Jean-Luc Mélenchon közti különbség azonban hibahatáron belül volt, ezért a piacokon voltak aggodalmak, hogy esetleg a szélsőséges jelöltek kerülhetnek a második fordulóba.
Az eredmény végül igazolta a közvélemény-kutatásokat. Macron a szavazatok 24,01%-át szerezte az első fordulóban, Le Pen pedig 21,30%-ot. A hagyományos nagy pártok, a republikánusok és a szocialisták jelöltjei Macron támogatására szólították fel szavazóikat a második fordulóban, ami valószínűvé tette Macron győzelmét. Az euró öt hónapos csúcspontjára ugrott a dollár ellen Macron győzelmének hírére.
A május 7-én tartott második fordulóban a papírformát hozva Macron az érvényes szavazatok 66,1%-át szerezte meg, szemben Le Pen 33,9%-os eredményével.

## Köztársasági elnökként
Macron május 14-én vette át a köztársasági elnöki hivatalt elődjétől, François Hollande-tól az Élysée-palotában. Kabinetfőnökének Patrick Strzodát nevezte ki. Ismaël Emelien lett Macron speciális tanácsadója stratégiai és kommunikációs ügyekben.
Május 15-én az új elnök a Republikánus Párthoz tartozó Édouard Philippe-et nevezte ki miniszterelnöknek.
2021 végén a Politico Europe Európa legbefolyásosabb embereinek éves rangsorában a „cselekvők” kategória 2. helyére tette. A lap szerint kevesen tekintik a politikától visszavonuló Angela Merkel természetes utódjának az európai színtéren annak ellenére, hogy az előző években számos kérdésben az ő politikája érvényesült. Ilyen volt Ursula von der Leyen és Charles Michel megválasztása az Európai Bizottság, illetve az Európai Tanács élére.
Macron, diplomáciai források szerint, a látszat ellenére, a kulisszák mögött, nem egyszer szövetkezik Orbánnal, például a fenti, az EU jövőjét stratégiailag meghatározó személyi kérdésekre adandó válaszok megtalálása is ilyen terület volt. Informális szövetségük a mentén sikerült a magát már biztosan az Európai Bizottság elnökének érző Manfred Weber megválasztásának fentiek szerinti megakadályozása. Érdekazosság van köztük a közös agrártámogatás csökkentése, az atomenergia stratégiai energiaforrásként való kezelése, a közös uniós védelmi kiadások növelése és az európai stratégiai szuverinitás megteremtése témakörében is. Az utóbbi célok megvalósításának elodázhatatlanságát lényegesen megerősítette az oroszok Ukrajna ellen indított inváziója, ez vezetett az Európai Békekeret megteremtéséhez.

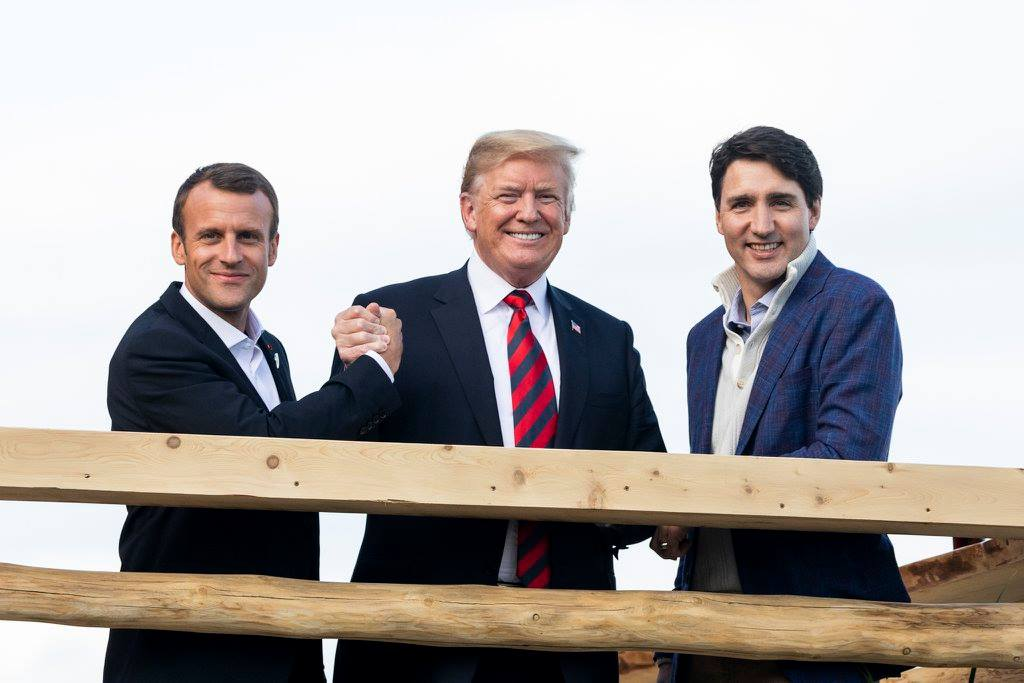
Emmanuel Macron, Donald Trump és Justin Trudeau (Malbaie, Quebec – 2018)

A Konferencia Európa jövőjéről, a Helyreállítási Alaphoz kapcsolódó közös hitelfelvétel az ő javaslatai voltak, ahogy a stratégiai autonómia és a határozottabb védelmi apparátus kérdését is sikerrel vette napirendre.
A 2022 áprilisában esedékes elnökválasztás előtt a francia uniós elnökség esélyt kínált számára a napirend alakítására, amíg az új német kormány feláll.
Emmanuel Macron, a 2022. április 24-i törvényhozási választásokon a leadott szavazatok 58,55%-ával ismét nyert Le Pen ellen, így ő lett az ötödik francia köztársaság első olyan elnöke, aki Jacques Chirac 2002-es választási győzelme óta második ciklusát is megnyerte. Természetesen hivatalból ő maradt Andorra társhercege is.

## Politikája, ideológiája
Egyesek szociálliberálisnak, mások szociáldemokratának írták le. Amíg a Szocialista Pártban volt, a párt konzervatív szárnyát támogatta, amelynek irányultságát a Bill Clinton, Tony Blair és Gerhard Schröder kialakította harmadikutasság politikával állították párhuzamba, és amelynek a fő szószólója Manuel Valls volt.
Macron a szabad piac és az államháztartási deficit lefaragásának a támogatója volt.
A „liberális” szót saját maga leírására először 2015-ben használta, egy, a Le Monde-nak adott interjúban. Hozzátette, hogy bizonyosan „nem ultraliberális”, „se jobb-, se baloldali”, és hogy „a kollektív szolidaritás” pártolója.
Egy vendée-i látogatása alkalmával 2016 augusztusában azt mondta: „A becsület azt diktálja, hogy elmondjam, nem vagyok szocialista.” Elmagyarázta, hogy azért vett részt a „baloldali kormány munkájában,” mert abban az időben a köz érdekét akarta szolgálni.
2016 novemberében kiadott Forradalom című könyvében egyszerre írta le magát „baloldalinak” és „liberálisnak,” ha „a liberalizmus alatt az emberben való hitet értjük.”
Elmondása szerint az En Marche párttal a baloldal-jobboldal megosztottság meghaladását akarja elérni François Bayrouhoz és Jacques Chaban-Delmashoz hasonlóan, „mert a valódi megosztottság országunkban… a progresszívek és a konzervatívok között van.” Egyes megfigyelők – mint korábbi miniszterelnöke, Manuel Valls is –, függetlenként indulása és establishment-ellenes nyelvezete miatt populistának is nevezték, ő azonban ezt visszautasította.

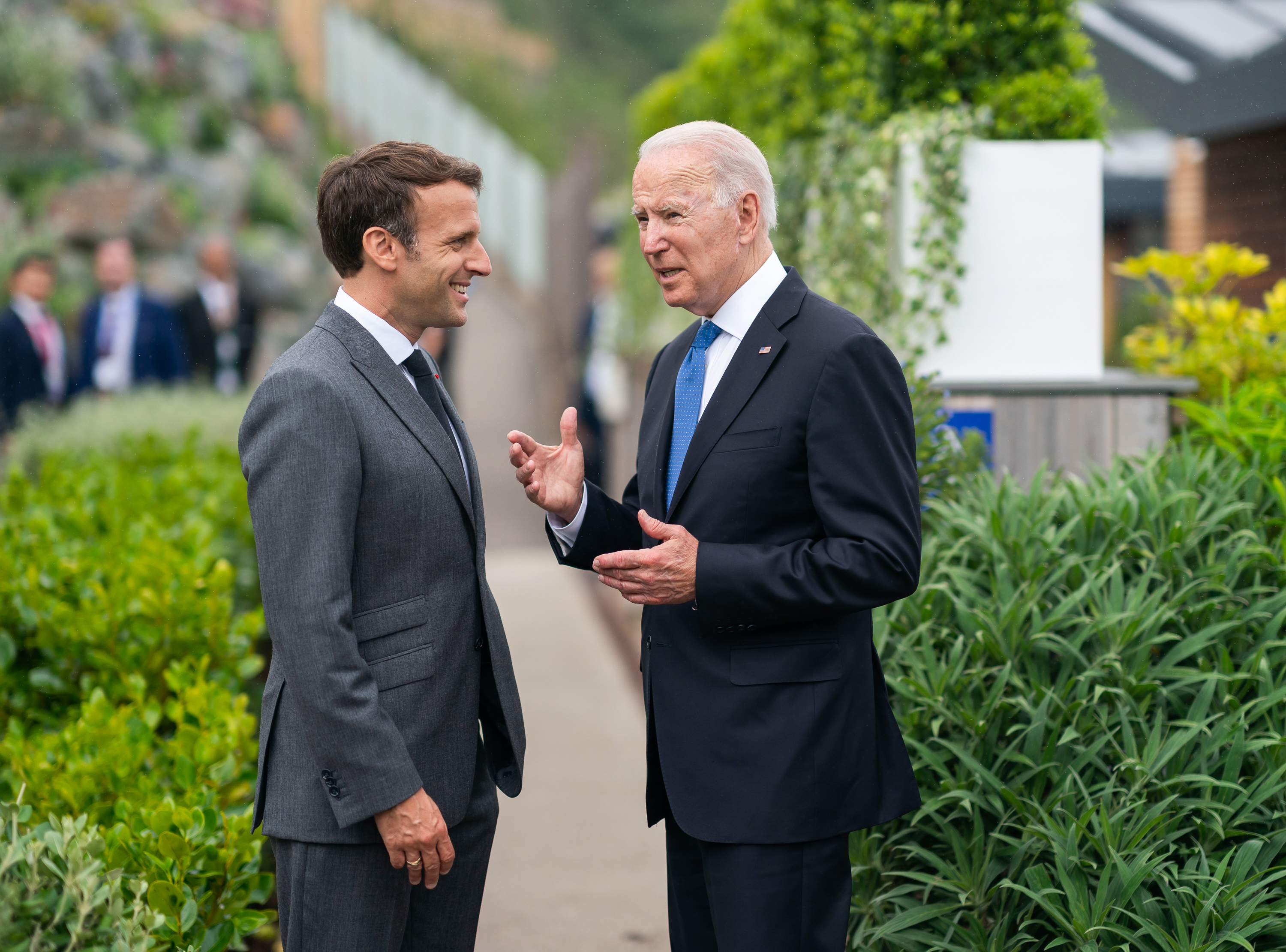
Emmanuel Macron és Joe Biden, 2021. június 11-én

### Külpolitikája
2017-ben Macron Algéria francia gyarmatosítását „emberiség elleni bűnnek” minősítette. Azt is mondta: „Ez valóban barbár, és a múlt része, amellyel szembe kell néznünk azzal, hogy bocsánatot kérünk azoktól, akik ellen elkövettük ezeket a tetteket.” A kijelentéseit követően a közvélemény-kutatások szerint csökkenni kezdett a támogatottsága. 2021 januárjában Macron kijelentette, hogy Algéria francia gyarmatosítása, a gyarmati visszaélések vagy a franciák részvétele az algériai függetlenségi háború miatt „nem lesz bűnbánat és bocsánatkérés”. Ehelyett erőfeszítéseket kell tenni a megbékélésre.
Macron „történelmi hibának” minősítette a 2011-es líbiai katonai beavatkozást.
Szíriát illetően azt hangoztatta, hogy félúton áll az Asszad-rezsim politikai kirekesztése és a lázadók exkluzív támogatása között. Ez megegyezik a 2011 óta követett francia pozícióval. Macron figyelmeztetett, ha a szíriai rezsim vegyi fegyvert használ az ő elnöksége alatt, egyoldalúan meg fogja büntetni azt.
Támogatja a szocialista kormány Izrael-politikáját is. Ellenzi az Izrael-ellenes BDS mozgalmat és nem kívánt állást foglalni a palesztin állam elismerésével kapcsolatban.
Macron békés megoldást szorgalmazott a 2017-es észak-Koreai válság idején, azonban támogatta Donald Trump amerikai elnök tervezett keményebb fellépését. Macron és Trump 2017. augusztus 12-én telefonbeszélgetésben megvitatták Észak-Koreával szembeni újabb szankciók végrehajtását, ill. a Koreai-félsziget atomfegyver-mentesítését.
Macron elítélte a rohingja muszlimok mianmari üldözését. A helyzetet „népirtásnak” és „etnikai tisztogatásnak” minősítette, és utalt az ENSZ által vezetett beavatkozás lehetőségére.
Válaszul a törökök észak-szíriai inváziójára, amelynek célja az Egyesült Államok által támogatott szír kurdok kiszorítása volt Afrin enklávéjából, Macron kijelentette, hogy Törökországnak tiszteletben kell tartania Szíria szuverenitását, annak ellenére, hogy elítéli Bassár el-Aszadot.

### Bevándorlás
Más francia szocialistáktól eltérően és Manuel Valls volt miniszterelnökhöz hasonlóan Macron a bevándorlókkal és menekültekkel kapcsolatban támogatja Angela Merkel német kancellár nyitott kapu-politikáját. Kifejtette, hogy Franciaország képes több bevándorlót fogadni, és üdvözli Európába érkezésüket, és hogy a beáramlásnak kedvező gazdasági hatásai lesznek. Ugyanakkor azt is állította, hogy szerinte a határvédelmet szervező Frontex „egy nem eléggé ambiciózus program,” valamint hogy a parti- és határőrségre az eddigieknél többet kell költeni, mivel „akárki lép be Európába Lampedusánál vagy máshol, az valamennyi európai ország ügye.” A menedékpolitikát illetően azon a véleményen van, hogy „az elbírálás idejét jelentősen le kell rövidíteni,” és hogy „az elutasított személyeknek el kell hagyniuk az ország területét.”

### Szekularizmus
2016 júliusában, az En Marche első ülésén Macron kijelentette, hogy ellenzi a muszlim fejkendők betiltását az egyetemeken: „Személy szerint nem hiszem, hogy új szövegeket, új törvényeket, új irányelveket kellene kitalálnunk azért, hogy levadásszuk a kendőket az egyetemeken és olyan emberek után eredjünk, akik vallási szimbólumokat viselnek…”
A Marianne magazinnak adott interjújában Macron elmondta, hogy „a szekularizmust nem arra találták ki, hogy republikánus vallást terjesszen,” továbbá reagálva Manuel Valls és Jean-Pierre Chevènement szavaira az iszlámnak a francia társadalomban elfoglalt helyéről, elítélte azt az elgondolást, hogy a polgárok legyenek „diszkrétek” vallásuk gyakorlásában, hiszen, mint mondta, „azon történelmi precedensek, 

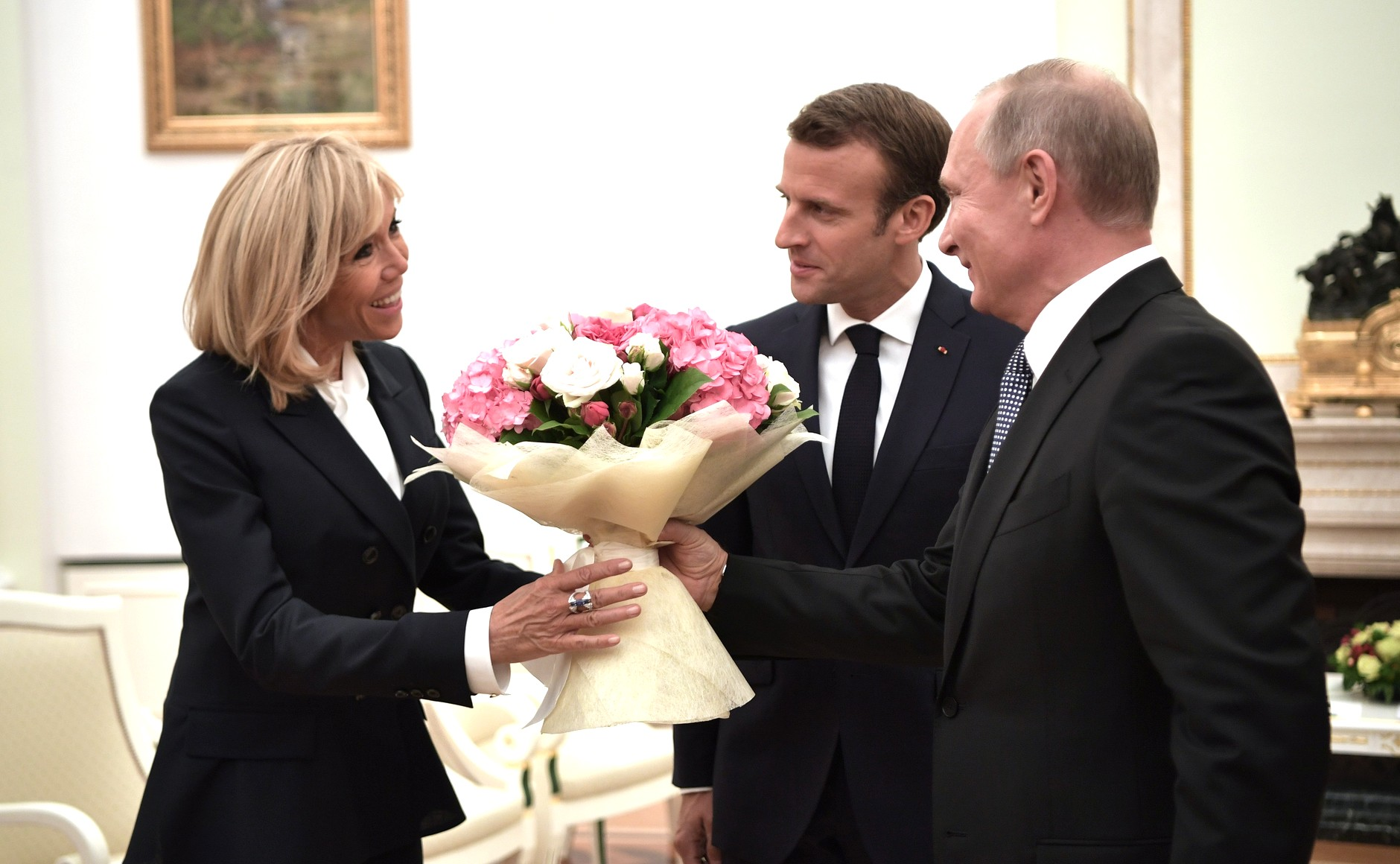
Brigitte és Emmanuel Macron & Vlagyimir Putyin

amikor vallási ügyekben diszkréciót kértünk, nem szolgáltak a Köztársaság dicsőségére.” Ugyanebben az interjúban a francia muszlimokról a következőt mondta: „Egyet kérek: a szabályok abszolút tiszteletét a nyilvánosság előtt. A vallási viszonyok a transzcendenciáról szólnak, és nem kérem az emberektől, hogy legyenek mérsékeltek – nem erről beszélek. A saját mély meggyőződésem az, hogy egy gyakorló katolikus hiheti, hogy a vallása szabályai messze túlmutatnak a Köztársaság törvényein. Egyszerűen azt gondolom, hogy a köz birodalmába lépve a Köztársaság törvényei elsőbbséget élveznek a vallási törvénnyel szemben.” Ugyanitt Macron elítélte „a vallásos iskolákat, amelyek a Köztársaság iránti gyűlöletre tanítanak, főleg arabul, vagy más esetekben, amelyek a Tórát többet tanítják, mint az alapvető fundamentumokat.” Ez utóbbi állítás erőteljes negatív reakciót váltott ki a zsidó vallásos iskolákat működtető Fonds social juif unifié (FSJU) szervezet részéről.

### Biztonság, terrorizmus
Macron úgy gondolja, hogy az a reformjavaslat, amely megfosztaná állampolgárságától azokat a belföldön születetteket és honosítottakat, akiket elítélnek terrorizmus vádjával, „nem konkrét megoldás,” valamint hogy „legitimitási kérdéseket vet fel az, hogy a rendkívüli állapotot állandóan meghosszabbítják.” A hírszerző ügynökségekre többet költene.
Kiállt a közösségi rendőrség visszaállítása mellett, és úgy véli, hogy „egyes jelentős veszélyek kezelését delegálni kell az egyesületeknek vagy a magánszektornak.”
Javasolta, hogy minden fiatal felnőtt kapjon egy 500 eurós kulturális bérletet, ez reményei szerint a francia kultúra felfedezésére ösztönözné a fiatalokat és elrettentené őket a terrorizmustól.

## Magánélete

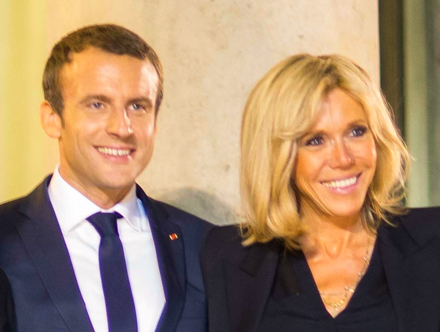
Emmanuel Macron és Brigitte Macron, 2017-ben

Nála huszonnégy évvel idősebb volt tanárát, Brigitte Trogneux-t vette feleségül. Románcuk az elnökválasztási kampány egyik sokat emlegetett témájává vált. Trogneux, aki megismerkedésükkor az Auzière nevet használta korábbi férje után, a kamasz Macron francia és drámatanára volt Amiens-ben, a La Providence nevű privát jezsuita középiskolában. 16 évesen vallott szerelmet. Egyes beszámoló szerint a szülei küldték el Amiens-ből, akik ellenezték ezt a kapcsolatot, más forrás szerint Brigitte győzte meg, hogy a 150 kilométerre lévő Párizsba menjen tanulni. 2007-ben házasodtak össze, azóta felesége Brigitte Macron néven. Maga Macron ironikusan utalt is rá, hogyha ő lenne huszonnégy évvel idősebb senkit nem lepne meg a kapcsolatuk, mint így, hogy ez fordítva van. Felesége korábbi házasságából származó három gyermeke közül a középső egyidős Macronnal, aki osztálytársa is volt.

## Érdekesség
A Le Point című lap szerint Macron elnöksége első három hónapjában 26 ezer eurót költött sminkre. A francia polgárok nehezményezték, hogy az amúgy a külsőségekben egyébként is jól teljesítő elnöknek miért kellett euró-ezreket költenie arra, hogy még jobban nézzen ki a nyilvánosság előtt, miközben ennek semmi látható jele nem volt, majd élcelődő megjegyzések is érkeztek a hírre. Az elnök hivatala sürgősségi felárral indokolta a költségeket és megígérte, hogy a jövőben kevesebbet költenek ilyen célokra. Érdekesség, hogy nem Macroné a legdrágább elnöki arc: François Hollande negyedévente 30 ezer eurót, Nicolas Sarkozy 24 ezer eurót költött a szépségére.

## Publikációk

### Könyvek
- Emmanuel Macron, , Révolution, Paris, XO, 2016, 270 p. (ISBN 978-2-84563-966-9)
  - Revolution: Wir kämpfen für Frankreich, éd. Morstadt, 2017 (német fordításban)
  - Rivoluzione, éd. La Nave di Teseo, 2017 (olasz fordításban)
  - Revolutie!, éd. Xander Uitgevers, 2017 (holland fordításban)
  - Revolution, éd. Scribe Publications, 2017 (angol fordításban)
- Macron par Macron, éditions de l'Aube, 2017
- Alain Chardonnens, Emmanuel Macron : Discours de la campagne présidentielle, Paris, L'Harmattan, 2017

### Cikkek
- Emmanuel Macron, "La lumière blanche du passé : Lecture de La Mémoire, l'histoire, l'oubli, de Paul Ricœur", Esprit, vol. 8/9, nos. 266/267, 2000, pp. 16–31 (online olvasható [archívum], hozzáférés: 2016. október 10.)
- Emmanuel Macron, "Christian Delacroix, François Dosse, Patrick Garcia : les Courants historiques en France, XIXe-XXe siècles", Esprit, vol. 8/9, nos. 266/267, 2000, pp. 238–240 (online olvasható [archívum], hozzáférés: 2021. április 30.)
- Emmanuel Macron, "François Dosse : l'Histoire", Esprit, vol. 8/9, nos. 266/267, 2000, pp. 238–240 (online olvasható [archívum], hozzáférés: 2021. április 30.)
- Yves Lichtenberger, Emmanuel Macron és Marc-Olivier Padis, "La réhabilitation inattendue de l'université au sein de l'enseignement supérieur", Esprit, vol. 12, 2007 (online olvasható [archívum],, hozzáférés: 2016. október 10.)
- Henri Guillaume és Emmanuel Macron, "Enseignement supérieur, recherche, innovation. Quels acteurs?", Esprit, vol. 12, 2007 (online olvasható [archívum], hozzáférés: 2016. október 10.)
- Emmanuel Macron, "Les labyrinthes du politique. Que peut-on attendre pour 2012 et après ?", Esprit, 2011. március-április, 106-115. o. (online olvasható [archívum], hozzáférés: 2017. május 14.)
- Emmanuel Macron, "La France a toutes ses chances, pour peu qu'elle reprenne confiance", Les Echos, 2014. október 31. (online olvasható [archív])
- Emmanuel Macron, "Belire aux chances de la France", Les Echos, 2014. október 31. (online olvasható [archívum])
- Emmanuel Macron, "Construire une « alliance de Paris pour le climat", Annales des Mines – Responsabilité et Environnement, vol. 2, no. 78, 2015, p. 3 (online olvasható [archívum], hozzáférés: 2016. október 8.)
- Emmanuel Macron, "Avant-propos", Annales des Mines – Responsabilité et Environnement, vol. 2, no. 82, 2016, p. 3 (online olvasható [archívum], hozzáférés: 2016. október 10.)
- Emmanuel Macron, "La France doit être en première ligne", Inventer demain: 20 project for a better future, 2016, 89-91. o.
- Emmanuel Macron, "La réforme, c'est une méthode, de la clarté, pas une saignée", Les Echos, 2017. április 13. (online olvasható [archív])
- Emmanuel Macron, "Pour une renaissance européenne", 2019. március 4-én több francia és európai médiumban megjelent cikk 730, 731
- Emmanuel Macron, "France is against ‘Islamist separatism’ — never Islam", Financial Times, 2020. november 4. (online olvasható [archív])
- Emmanuel Macron, "Réenchanter le monde", L'Express, 2021. december 23. (online olvasható [archívum])

### Előszavak
- François-Denis Poitrinal et Guillaume Grundeler (préf. Michel Chabanel, propos lim. Emmanuel Macron, av.-propos Pierre-Olivier Sur), Paris, Association française des investisseurs pour la croissance (AFIC)-RB, 2015, 834 p. (ISBN 978-2-86325-714-2, BNF 44517439)
- Yann Algan et Thomas Cazenave (dir.) (préf. Emmanuel Macron), L'État en mode start-up, Paris, Eyrolles, 2016, 150 p. (ISBN 978-2-212-56466-2, lire en ligne [archive])
- Design d'aujourd'hui 2016 : 156 créations qui font avancer le design : l'observeur du design (préf. Emmanuel Macron, av.-propos Anne-Marie Boutin), Paris, Dunod, 2016, 228 p. (ISBN 978-2-10-073889-2, SUDOC 19011312X)
- Musée de la Légion d'honneur, musée de l'ordre de la Libération (préf. Emmanuel Macron), Une certaine idée de la France… et du monde : Charles de Gaulle à travers ses décorations, Bruxelles, Peter Lang, 2019, 352 p. (ISBN 978-2-212-56466-2)
- Nathalie de Kaniv et Patrick Bellouard (dir.) (préf. Emmanuel Macron, postface Joseph Borrell), Souveraineté et solidarité, un défi européen, Paris, éditions du Cerf, 2021, 348 p. (ISBN 9782204148351)

## Bibliográfia
- Riccardo Brizzi és Marc Lazar, La Francia di Macron, Il Mulino, 2017 (olasz)
- Marc Endeweld, L'Ambigu Monsieur Macron, Paris, Flammarion, 2015, 320 p. (ISBN 978-2-08-137239-9)
- François-Xavier Bourmaud, Emmanuel Macron : le banquier qui voulait être roi, Éditions de l'Archipel, 2016, 224 p. (ISBN 978-2-8098-1873-4, online olvasható [archívum])
- Nicolas Prissette, Emmanuel Macron : en marche vers l'Élysée, Paris, Plon, 2016, 240 p. (ISBN 978-2-259-25153-2); a cikk megírásához használt könyv
- Nicolas Prissette, Emmanuel Macron. Le président inattendu, First Document, 2017
- Thomas Porcher és Frédéric Farah, Introduction inquiète à la Macron-économie, Paris, Les Petits matins, coll. "Essais", 2016, 112 p. (ISBN 978-2-36383-216-0)
- Caroline Derrien és Candice Nedelec, Les Macron, Párizs, Fayard, 2017, 234 p. (ISBN 978-2-213-70462-3)
- François-Xavier Bourmaud, Macron: L'invité surprise, Éditions de l'Archipel, 2017
- Anne Fulda, Emmanuel Macron, un jeune homme si parfait, Paris, Plon, 2017, 203 p. (ISBN 978-2-259-21705-7)
- Éric Fottorino, Macron par Macron, Les éditions de l'Aube, 2017, 140 p. (online olvasható [archív])
- François Bazin, Rien ne s'est passé comme prévu. Les cinq années qui ont fait Macron, Robert Laffont, 2017, 449 p. (online olvasható [archívum])
- François-Xavier Bourmaud, Emmanuel Macron, les coulisses d'une victoire, Archipel, 2017
- Soazig Quéméner & Alexandre Duyck, L'Irrésistible Ascension d'Emmanuel Macron, Flammarion, 2017
- Ghyslaine Pierrat, Emmanuel Macron... et les autres : Les gagnants et les perdants d'une élection imprévisible, L'Harmattan, 2017
- Désiré Kraffa, Emmanuel Macron la volonté d'y croire, Les Éditions du Net, 2017
- Mathieu Magnaudeix, Enquête sur le nouveau président de la République, Don Quichotte, 2017
- Philippe Besson, Un personnage de roman, Julliard, 2017
- Philippe Raynaud, Emmanuel Macron : une révolution bien tempérée, Desclée De Brouwer, 2018, 200 p. (online olvasható [archív])
- Thomas Legrand, Chronique de l'imprévu, Paris, Stock, 2017
- Jean-Noël Jeanneney, Le Moment Macron. Un président et l'Histoire, Seuil, 2017
- Jean-Pierre Rioux, L'Événement Macron. Un abécédaire historique, Odile Jacob, 2017
- Maurice Szafran, Nicolas Domenach, Le Tueur et le Poète, Albin Michel, 2018
- Roland Cayrol, Le Président sur la corde raide. Les enjeux du macronisme, Calmann-Lévy, 2019
- Éric Stemmelen, Opération Macron, Éditions du Cerisier, coll. " Politique ", 2019, 240 p. (ISBN 978-2-87267-218-9 és 2-87267-218-4)
- Christophe Barbier, Macron sous les masques, Éditions de l'Observatoire, 2019, 334 p. (ISBN 979-10-329-0312-4)
- Bernard Dolez, Julien Fretel és Rémi Lefebvre (szerk.), L'entreprise Macron, Fontaine, Presses Universitaires de Grenoble, coll. "Libres cours – Politique", 2019, 274 p. (ISBN 978-2-7061-4263-5)
- Jérôme Sainte-Marie, Bloc contre bloc. La dynamique du macronisme, szerk. du Cerf, 2019
- Sandrine Foulon és Guillaume Duval, "La réforme des retraites illustre une fois de plus la reprise en main de la protection sociale par l'Etat : Le coup de force d'Emmanuel Macron", Alternativres Economiques, 397. szám, 2020. január, 8-11. oldal
- Vincent Jauvert, Les Voraces : Les élites et l'argent sous Macron, Éditions Robert Laffont, 2020, 216 p. (ISBN 978-2-221-22018-4)
- Frédéric Rouvillois, Liquidation : Emmanuel Macron et le saint-simonisme, Párizs, Le Cerf, 2020
- Renaud Dély, Marie Huret, Les Macron du Touquet Élysée-plage, Seuil, 2020
- Corinne Lhaïk, Président cambrioleur, Fayard, 2020
- Alain Duhamel, Emmanuel le Hardi, éd. de l'Observatoire, 2021
- Arthur Berdah, Emmanuel Macron. Vérités et légendes, Éditions Perrin, 2021, 224 p. (ISBN 2262086370)
- Marcel Gauchet, Macron, les leçons d'un échec : Comprendre le malheur français II, Stock, 2021, 320 p. (ISBN 9782234084803)
- Fabrice Lhomme és Gérard Davet, Le Traître et le Néant, Fayard, 2021, 638 p. (ISBN 2213705305)

## Fordítás
- Ez a szócikk részben vagy egészben  az   Emmanuel Macron című angol Wikipédia-szócikk ezen változatának fordításán alapul.  Az eredeti cikk szerkesztőit annak laptörténete sorolja fel. Ez a jelzés csupán a megfogalmazás eredetét és a szerzői jogokat jelzi, nem szolgál a cikkben szereplő információk forrásmegjelöléseként.

| Elődje: François Hollande | A Francia Köztársaság elnöke 2017 – | Utódja: hivatalban |